# Декстер: Первородный грех
«Декстер: Первородный грех» (англ. Dexter: Original Sin) — американский телесериал в жанре криминальной драмы, являющийся приквелом телесериала «Декстер». В нём показана история Декстера Моргана в юности. Его премьера состоялась на платформе Paramount+ with Showtime 13 декабря 2024 года. 1 апреля 2025 года телесериал был продлён на второй сезон.

## Сюжет
Действие происходит за 15 лет до событий первого сезона «Декстера». Гарри Морган работает детективом в отделе по расследованию убийств и воспитывает Дебру и Декстера Моргана. У Декстера Гарри замечает нездоровую тягу к убийствам и пытается обуздать его жестокие желания.

## В ролях
- Патрик Гибсон — Декстер Морган
- Кристан Слейтер — Гарри Морган
- Молли Браун — Дебра Морган
- Джеймс Мартинес — Анхель Батиста
- Кристина Милиан — Мария ЛаГуэрта
- Алекс Симидзу — Винс Масука
- Рено Уилсон — Бобби Уотт
- Патрик Демпси — Эрон Спенсер
- Сара Мишель Геллар — Таня Мартин
- Джо Пантолиано — Мэд Дог
- Бриттани Аллен — Лора Мозер

## Список эпизодов
| № | Название                                              | Режиссёр       | Автор сценария                      | Дата премьеры   |
| --- | ----------------------------------------------------- | -------------- | ----------------------------------- | --------------- |
| 1 | «Первородный грех» «Original Sin»                     | Майкл Леманн   | Клайд Филлипс                       | 13 декабря 2024 |
| Юный Декстер Морган изо всех сил старается сдерживать свои порывы, пока живет со своим отцом Гарри и сестрой, старшеклассницей Деб. После того, как у Гарри возникли проблемы со здоровьем, Декстер понимает, что, возможно, наконец-то пришло время исполнить свое предназначение. |                                                       |                |                                     |                 |
| 2 | «Мальчик в кондитерской» «Kid in a Candy Store»       | Майкл Леманн   | Катрина Мэтьюсон, Тэннер Бин        | 20 декабря 2024 |
| Декстер приспосабливается к своей новой работе в качестве стажера-криминалиста в полиции Майами, а Гарри возвращается на работу после отпуска по болезни. Деб набрасывается на своего отца, совершая мелкие преступления.                                                           |                                                       |                |                                     |                 |
| 3 | «Пороки Майами» «Miami Vice»                          | Моника Рэймунд | Сафура Фадави                       | 20 декабря 2024 |
| Декстер отправляется за ростовщиком, связанным с Батистой, а Гарри велят приглядывать за Марией Лагуэртой, новым детективом отдела по расследованию убийств полиции Майами. Деб устраивает вечеринку, чтобы завоевать расположение своих товарищей по волейбольной команде.         |                                                       |                |                                     |                 |
| 4 | «Небольшая авария» «Fender Bender»                    | Моника Рэймунд | Ник Зайас                           | 27 декабря 2024 |
| 5 | ««П» значит «Провал»» «F Is for Fuck-Up»              | Майкл Леманн   | Александра Франклин, Марк Мушинский | 3 января 2025   |
| 6 | «Радость убийства» «The Joy of Killing»               | Майкл Леманн   | Терри Хуанг                         | 10 января 2025  |
| 7 | «Большая проблема с телом» «The Big Bad Body Problem» | Моника Рэймунд | Катрина Мэтьюсон, Тэннер Бин        | 24 января 2025  |
| 8 | «Бизнес и удовольствие» «Business and Pleasure»       | Моника Рэймунд | Неизвестно                          | 31 января 2025  |
| 9 | «Blood Drive» «День донора»                           | Майкл Леманн   | Неизвестно                          | 7 февраля 2025  |
| 10 | «Code Blues» «Тревожные сигналы»                      | Майкл Леманн   | Неизвестно                          | 14 февраля 2025 |

## Производство
В феврале 2023 года было анонсировано начало работы над приквелом телесериала под рабочим названием «Декстер: Происхождение» (англ. Dexter: Origins). В мае 2024 года стало известно новое название приквела — «Декстер: Первородный грех» (англ. Dexter: Original Sin), а также объявлены актёры, которые исполнят в нём главные роли. Майкл Си Холл стал автором закадрового голоса. Премьера сериала состоялась в декабре 2024 года.
В сентябре 2024 года вышел первый трейлер и объявлена дата премьеры — 13 декабря 2024 года.
1 апреля 2025 года телесериал был продлён на второй сезон.

## Восприятие
На сайте-агрегаторе рецензий Rotten Tomatoes рейтинг сериала составляет 68 % на основании 19 обзоров критиков со средней оценкой 6,6 из 10 баллов.
На сайте-агрегаторе рецензий Metacritic рейтинг мини-сериала составляет 50 баллов из 100 возможных на основании 6 обзоров критиков, что соответствует «смешанным или средним» отзывам.